# Colipila
Colipila is een monotypisch geslacht van schimmels uit de orde Helotiales. Het bevat alleen Colipila masduguana.